# Eredivisie (vrouwenhandbal) 1981/82
De Eredivisie is de hoogste afdeling van het Nederlandse handbal bij de vrouwen op landelijk niveau. In het seizoen 1981/1982 werd Enzico/Swift landskampioen. AHV Swift en Vlugheid en Kracht degradeerden naar de Eerste divisie.

## Teams
| Club                          | Plaats     | Provincie     | Trainer          | Hal                     |
| ----------------------------- | ---------- | ------------- | ---------------- | ----------------------- |
| Duyvestein Wintersport/Hellas | Den Haag   | Zuid-Holland  | Maja van Kapel   | De Vliegermolen         |
| Trajectum ad Mosam            | Maastricht | Limburg       | Hub Coorens      | Sporthal De Geusselt    |
| AMC/Niloc                     | Amsterdam  | Noord-Holland | Erik van der Wel | Sporthallen Zuid        |
| PSV                           | Eindhoven  | Noord-Brabant | Aag van Surksum  | Eckart                  |
| Van der Voort Quintus         | Kwintsheul | Zuid-Holland  | Wim Jansen       | Van der Voorthal        |
| Entius/SEW                    | Nibbixwoud | Noord-Holland | Jan Koopen       | 't Span                 |
| Sittardia/DVO                 | Sittard    | Limburg       | Bert Bouwer      | Stadssporthal           |
| AHV Swift                     | Arnhem     | Gelderland    | Marcel Willemsem | Sporthal Elderveld      |
| Enzico/Swift                  | Roermond   | Limburg       | Jo Gerris        | Sporthal Koninginnelaan |
| Vlugheid en Kracht            | Groningen  | Groningen     | Jan Tuik         | Vinkhuizen              |

## Stand
| Pos | Club                          | Wed | Ptn | Opmerking                      |
| --- | ----------------------------- | --- | --- | ------------------------------ |
| 1   | Enzico/Swift                  | 18  | 31  | Landskampioen                  |
| 2   | Duyvestein Wintersport/Hellas | 18  | 27  |                                |
| 3   | AMC/Niloc                     | 18  | 25  |                                |
| 4   | Trajectum ad Mosam            | 18  | 19  |                                |
| 5   | Entius/SEW                    | 18  | 16  |                                |
| 6   | Sittardia/DVO                 | 18  | 15  |                                |
| 7   | Van der Voort Quintus         | 18  | 14  |                                |
| 8   | PSV                           | 18  | 13  |                                |
| 9   | Vlugheid en Kracht            | 18  | 13  | Degradatie naar eerste divisie |
| 10  | AHV Swift                     | 18  | 9   | Degradatie naar eerste divisie |

## Handballer van het jaar
| Pos | Naam                   | Club                          | Ptn |
| --- | ---------------------- | ----------------------------- | --- |
| 1   | Marjo Smeets           | Enzico/Swift                  | 31  |
| 2   | Hannie de Kok          | Duyvestein Wintersport/Hellas | 25  |
| 3   | Daene Niemantsverdriet | Duyvestein Wintersport/Hellas | 18  |